# Maven (travhäst)
Maven, född 11 maj 2009 i Pompano Beach i Florida, är en amerikansk varmblodig travhäst. Hon tränades av Jimmy Takter och kördes oftast av Johnny Takter eller Yannick Gingras.
Maven tävlade åren 2011–2015 och sprang in 2 miljoner dollar på 70 starter varav 31 segrar, 14 andraplatser och 3 tredjeplatser. Hon tog karriärens största segrar i John Simpson Memorial (2011), Breeders Crown 3YO Filly Trot (2012), Breeders Crown Open Mare Trot (2013) och Allerage Farms Open Mare Trot (2013). Hon har även kommit på andraplats i Breeders Crown Open Trot (2014), Grand Critérium Nice-Matin (2015), Copenhagen Cup (2015) och H.K.H. Prins Daniels Lopp (2015) samt på tredjeplats i Kymi Grand Prix (2015).
Hon deltog i både 2014 och 2015 års upplaga av Elitloppet på Solvalla. Hon tog sin främsta placering 2015, då hon slutade på andraplats i försöksloppet bakom Magic Tonight och tog sig vidare till finalen. I finalen slutade hon oplacerad som sjua. Även 2014 slutade hon på sjundeplats i finalen, efter att ha kommit på tredjeplats i försöksloppet.
Hon deltog i 2015 års upplaga av världens största travlopp Prix d'Amérique på Vincennesbanan i Paris den 25 januari 2015. Hon slutade oplacerad efter att ha diskvalificerats för galopp.